# Calle de Fernán García
La calle de Fernán García es una vía pública de la ciudad española de Segovia.

## Descripción
La calle discurre desde la plaza de Artillería hasta la de Día Sanz, en todo momento paralela a la calle de Teodosio el Grande, de la que apenas la separa el acueducto. Aunque se conoció en el pasado como «calle Nueva», honra con el título actual al caballero segoviano Fernán García, que, junto a Día Sanz, participó en la toma de Madrid de las tropas cristianas en el marco de la Reconquista. Aparece descrita en Las calles de Segovia (1918) de Mariano Sáez y Romero con las siguientes palabras:

Fernán García.—Es la calle que desde el Azoguejo sigue la dirección del Acueducto hasta la plazuela de Día Sanz en que termina. Es una media calle que se completa con la del Angelete que está al otro lado del Puente. Su nombre anterior era de calle Nueva. Ya sabemos que este caudillo segoviano fué el que en unión de Día Sanz entró en Madrid por la Puerta de Guadalajara, en tiempos de Ramiro II, en 1932  [sic], y según hemos expuesto al tratar de la plazuela que lleva el título de Día Sanz. Colmenares, dice, que en memoria y premio de la hazaña, se nombró Fernán García con el apeletivo de la Torre, sin duda por haber sido el primero en subir al torreón de la puerta. Por este heróico hecho se dieron a los dos capitanes armas para poner en sus escudos, y en la puerta famosa que existió algún tiempo, se colocaron los emblemas de esta Ciudad y las esculturas de los bravos Día Sanz y Fernán García, sosteniendo el escudo de Segovia. En la puerta llamada de Madrid, en nuestra Ciudad, a la terminación del Mercado, están las dos estatuas de los valerosos campeones coronando la parte superior del arco que forma la portada. La calle está constituída por una escalinata para hacer más cómoda la subida a la parte alta; y las casas de esta vía en el llano del Azoguejo, no debieran de existir ni haberse permitido su reedificación, para que hubiera tenido mayor visualidad y perspectiva el incomparable monumento.
(Sáez y Romero, 1918, pp. 76-77)